# Grindometer

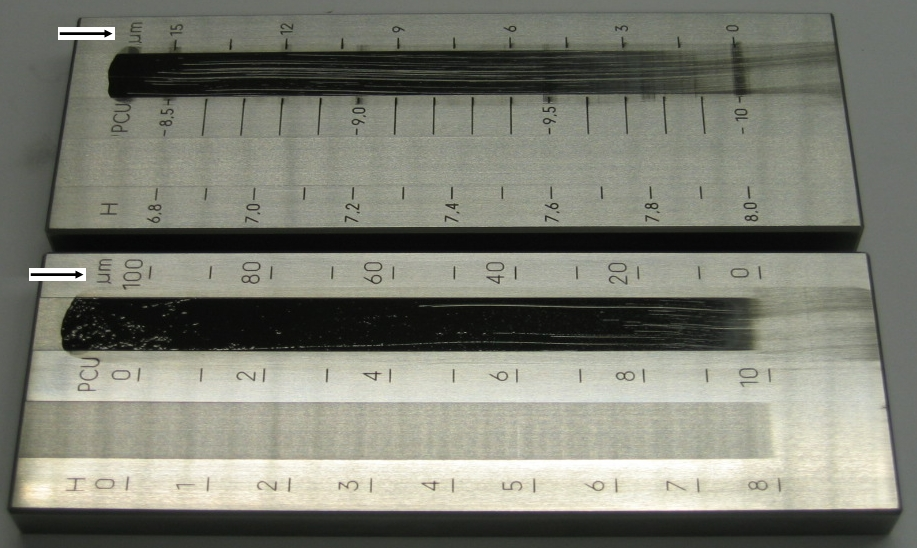
2 Grindometer für Schichtdicken 0 bis 15 µm und 0 bis 100 µm

Ein Grindometer ist ein Gerät zum Messen der Körnigkeit einer Pigmentpräparation (Paste) oder eines Lackes. Es wird zumeist aus Edelstahl gefertigt. Die Messung des Pigment-Ausreibgrades mit dem Grindometer (eng. to grind = mahlen) nach Hegman wird in DIN 53 203 bzw. DIN EN 21 524 und ISO 1524 beschrieben.
Zur Prüfung wird eine Probe von etwa 0,1–0,5 ml zuerst auf das tiefere Ende der keilförmigen Vertiefung des Grindometers aufgetragen und anschließend mit einer Rakel (Haarlineal) ausgestrichen. Dann wird mit dem Auge anhand der Skala diejenige Schichtdicke bestimmt, bei der der Lackfilm infolge auftretender streifen- oder punktförmigen Spuren rau aussieht. Damit kann man die Größe und Anzahl von körnigen Partikel oder Agglomeraten bestimmen. Vorteil der Methode ist, dass die Messung sehr rasch (innerhalb weniger Minuten) durchgeführt werden kann und nur sehr wenig Probenmaterial verbraucht wird. Damit kann man Prozessschritte bei der Produktion von Lacken und Pasten verfolgen. 